# Dydule
Dydule (dodatkowa nazwa w języku białoruskim Дыдулі) – wieś w Polsce położona w województwie podlaskim, w powiecie bielskim, w gminie Orla.
W latach 1975–1998 miejscowość administracyjnie należała do województwa białostockiego.
Według Pierwszego Powszechnego Spisu Ludności z 1921 roku, wieś Dydule liczyła 31 domostw i zamieszkiwało ją 139 osób (79 kobiet i 60 mężczyzn), wszyscy mieszkańcy wsi zadeklarowali wówczas białoruską przynależność narodową oraz wyznanie prawosławne. W okresie międzywojennym miejscowość znajdowała się w gminie Dubiażyn.
Prawosławni mieszkańcy wsi należą do parafii św. Michała Archanioła w Wólce Wygonowskiej, a wierni kościoła rzymskokatolickiego do parafii św. Józefa Oblubieńca w Boćkach.
W miejscowości znajduje się cmentarz prawosławny.